# Atilissuaq
Atilissuaq är en ö i Grönland (Kungariket Danmark).   Den ligger i kommunen Qaasuitsup, i den västra delen av Grönland, 1 000 km norr om huvudstaden Nuuk. Arean är 22,1 kvadratkilometer.
Terrängen på Atilissuaq är lite kuperad. Öns högsta punkt är 401 meter över havet. Den sträcker sig 6,0 kilometer i nord-sydlig riktning, och 6,4 kilometer i öst-västlig riktning.  Trakten runt Atilissuaq består i huvudsak av gräsmarker.